# 萧特
萧特（?—?），字世达，南兰陵郡（治今江苏省常州市武进区西北）人，南朝齐宗室，南朝梁官员。
萧特是齐高帝萧道成的曾孙，蕭嶷的孙子，萧子云的第二子。萧特早年知名，善于写草书、隶书。时人比之为卫恒、卫瓘。梁武帝曾经让萧特书写，奏上后，武帝对萧子云说：“子敬（王献之）的书法，不及逸少（王羲之）。萧特的书法，遂逼于卿（萧子云）。”历任著作佐郎、太子舍人、宣惠主簿，中军记室。出任海盐县令，因事免官。二十五岁时在萧子云之前去世。遗命请求太子萧纲为他作墓志铭，萧纲于是为他制铭。